# Apegame
Apegame (auch: (Agou) Apégamé, in der deutschen Kolonialzeit Avhégame oder Apegáme) ist ein Ort in der Präfektur Agou im Süden der Region Plateaux in Togo. Die Stadt liegt im Südwesten Togos, am Fuß des Gebirgsmassivs des Agou, etwa 20 Kilometer südöstlich der Stadt Kpalimé.

## Geschichte
Während der deutschen Kolonialzeit lag der Ort im Verwaltungsbezirk Misahöhe. Die Bahnstrecke Lomé–Kpalimé, die bei Kilometer 105 eine Haltestelle für das umliegende Gebiet hatte, lag zwei Kilometer von Apegame entfernt und trug bis 1912 auch den Namen des Ortes. Hiernach wurde die Station nach dem Berg Agu benannt. Auch der Markt von Apegame wurde seit dem 1. Januar 1913 zu der Haltestelle verlegt, die weiterhin über eine Post- und Telegraphenanstalt verfügte. In Apegame gab es lediglich eine Telegraphenhilfsstelle. Einen Großteil der Bevölkerung stellten zu dieser Zeit die Ewe.
Im Ersten Weltkrieg wurde der Ort von Frankreich besetzt und ab 1919 als Teil des Völkerbundmandates Französisch-Togo verwaltet.